# Ruard Tapper

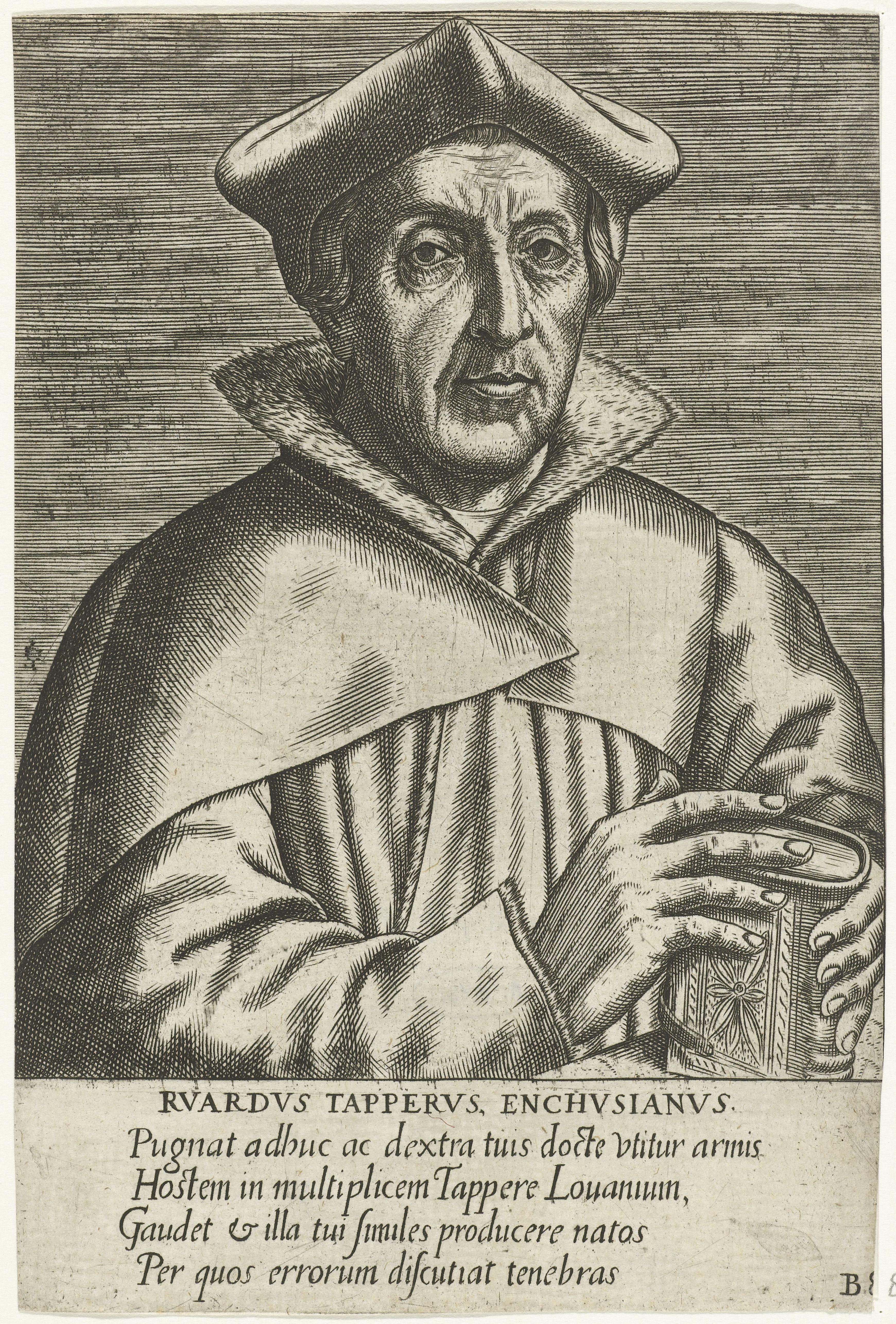
Portret

Ruard Tapper (Enkhuizen, 1480 – Brussel, 2 maart 1559) was een Nederlands theoloog en inquisiteur van de inquisitie in de Nederlanden.
Hij studeerde aan de Universiteit van Leuven. Daar werd hij hoogleraar in de godgeleerdheid. Daarnaast werd hij tot deken van de Sint Pieterskerk benoemd. Later werd hij kanselier van de universiteit.
Hij had een goede relatie met keizer Karel V, die hem tot lid van de inquisitie benoemde, en met zijn opvolger koning Filips II.
Ruard Tapper speelde een belangrijke rol in de Leuvense oppositie tegen het gedachtegoed van Maarten Luther. In 1519 weerlegde Tapper Luthers werk in een samenvatting van eerst 59 artikelen. Later werd dit teruggebracht tot 39 artikelen. Samen met zijn collega, Claes Coppijn, voerde hij in 1525 het proces tegen Jan de Bakker in Den Haag, dat tot diens executie leidde. Samen met collega Franciscus Sonnius deed hij het proces tegen de Heenvlietse pastoor Angelus Merula.
Hij werd afgevaardigd naar het concilie van Trente (vanaf 1543). Hij zetelde samen met Viglius en Philippus Nigri in de geheime commissie die de pauselijke bul Super universas (1559), die de nieuwe indeling van de Nederlandse bisdommen instelde, voorbereidde.
Hij stierf te Brussel en werd begraven in de Sint-Pieterskerk van Leuven. Enige decennia na zijn dood werden in 1582 te Keulen de Opera Tapperi in folia uitgegeven. Zijn traktaten De Providentia Dei en Praedestinatione werden vroeger in Leuven bewaard.